# Zdihovo (Słowenia)
Zdihovo – wieś w Słowenii, w gminie Kočevje. W 2018 roku pozostawała niezamieszkana.